# Canton de Nanterre-Sud
Le canton de Nanterre-Sud est une ancienne division administrative française située dans le département des Hauts-de-Seine et la région Île-de-France.
Créé en 1967, il est supprimé en 1984 pour permettre la création des cantons de Nanterre-Sud-Ouest et de Nanterre-Sud-Est.

## Histoire
Dans le cadre de la mise en place du département des Hauts-de-Seine, le canton de Nanterre-Sud, comprenant la partie sudde Nanterre, est créé par le décret du 20 juillet 1967.
Le canton est scindé en deux par le décret du 24 décembre 1984, qui crée à sa place les cantons de Nanterre-Sud-Ouest et de Nanterre-Sud-Est.

## Représentation
| Période | Période | Identité                    | Étiquette | Qualité |
| ------- | ------- | --------------------------- | --------- | --- |
| 1967    | 1979    | Fernand Baillet (1918-1999) | PCF       | Ouvrier typographe Adjoint au maire de Nanterre                                                                    |
| 1979    | 1985    | Yves Saudmont               | PCF       | Ancien ajusteur-rectifieur, maire de Nanterre (1973 → 1988) Conseiller général de Nanterre-Sud-Ouest (1985 → 1992) |

## Composition
Le canton était constitué, aux termes du décret de 1967 et selon la toponymie de l'époque, par la partie de la commune de Nanterre située au sud de «  l'axe des rues Boileau et Thomas-Lemaitre, l'axe des avenues Lénine et frène-et-Frédéric-Joliet-Curie, la ligne de chemin de fer (jusqu'à l'avenue de la République), l'axe de la rue de Sartrouville ».